# Дол (Крашић)
Дол је насељено место у саставу општине Крашић у Загребачкој жупанији, Република Хрватска.

## Историја
До територијалне реорганизације у Хрватској налазио се у саставу бивше велике општине Јастребарско.

## Становништво
На попису становништва 2011. године, Дол је имао 174 становника.

## Попис1991.
На попису становништва 1991. године, насељено место Дол је имало 257 становника, следећег националног састава:
| Попис 1991.‍ | Попис 1991.‍ | Попис 1991.‍ | Попис 1991.‍ | Попис 1991.‍ |
| ----------- | ----------- | ----------- | ----------- | ----------- |
|             |             |             |             |             |
| Хрвати      | Хрвати      |             | 253         | 98,44%      |
| Југословени | Југословени |             | 2           | 0,77%       |
| непознато   | непознато   |             | 2           | 0,77%       |
| укупно: 257 |             |             |             |             |